# La Providencia, Chilchotla
La Providencia är en ort i Mexiko.   Den ligger i kommunen Chilchotla och delstaten Puebla, i den sydöstra delen av landet, 200 km öster om huvudstaden Mexico City. La Providencia ligger 2 688 meter över havet och antalet invånare är 771.
Terrängen runt La Providencia är huvudsakligen kuperad, men österut är den bergig. Terrängen runt La Providencia sluttar österut. Runt La Providencia är det ganska tätbefolkat, med 65 invånare per kvadratkilometer. Närmaste större samhälle är Rafael J. García, 6,5 km söder om La Providencia. I omgivningarna runt La Providencia växer i huvudsak blandskog.